# Maria Moreanu
Maria Moreanu (n. 5 februarie 1913, Ploiești, România – d. 20 ianuarie 1985, București, România), a fost o mezzo-soprană română, solistă a Operei Române din București. 

## Biografie
Maria Moreanu s-a născut la 5 februarie 1913 în Ploiești (jud. Prahova). După absolvirea liceului în București, se înscrie la Academia Comercială. Având o voce frumoasă, prietenii o conving să dea examen de admitere și la Conservatorul de Muzică. Performanța sa vocală este atât de impresionantă, încât membrii comisiei de examinare o conving să se dedice carierei artistice. La Conservator, două profesoare de canto - Elena Anghel și Lucia Cosma - au instruit pe viitoarea mare artistă, transmițându-i emoția și trăirea ce trebuie puse în orice manifestare artistică de prestigiu.
După spectacolul de absolvire a Conservatorului în iunie 1936, în care Maria Moreanu a interpretat rolul lui Orfeu din opera cu același nume de Christoph Willibald Gluck, cronicile muzicale sunt pline de aprecieri elogioase: "Glas cu rezonanțe grave și de o largă expresivitate", "element de elită cu mari perspective în operă și concert".
Un an mai târziu, în mai 1937, debutează sub bagheta lui Ion Nonna-Otescu pe scena Operei Române în rolul Charlottei din opera Werther de Jules Massenet. Ziarul Rampa, sub semnătura lui L. Pauk, se exprima astfel: "O apariție cuceritoare, interpretă care întrunește calități de grație, tinerețe și feminitate sensitivă, cu o voce bine șlefuită, timbru sonor și cald, Maria Moreanu nu a cântat ca o simplă începătoare". Iar cunoscutul critic muzical Emanoil Ciomac scria în ziarul Curentul: "Maria Moreanu și-a dovedit splendidele mijloace vocale de mezzosoprană, cu un registru egal, intens, cu un vădit gust în cânt și în dicțiune, cu o emoție continuă în glas".
În 1937, la Concursul internațional de canto din Viena, obține Premiul I și Medalia de aur. În același an este angajată ca solistă permanentă la Opera Română din București, unde i se prilejuiește o apariție magnifică în rolul Amneris din opera Aida de Giuseppe Verdi.
Urmează interpretarea sa fulminantă devenită legendară a rolului lui Carmen din opera lui Georges Bizet - avându-l ca partener în rolul lui Don José începând din 1942 pe Emil Marinescu - obținând succese răsunătoare și pe scenele teatrelor de operă din străinătate: 1942 pe scena Operei de Stat din Viena, 1943 în Frankfurt și München. La München a apărut și în rolul Azucenei din opera Trubadurul de Verdi, unde directorul general al operei îi propune un angajament permanent. Situația generală de atunci în plin război nu i-a permis să accepte, asfel că Maria Moreanu a revenit în țară. 
Repertoriul Mariei Moreanu se îmbogățește cu roluri în operele Tannhäuser și 
Lohengrin de Richard Wagner, Rigoletto și Falstaff de Giuseppe Verdi, Dama de pică de Piotr Ceaicowski, dar și în operetă interpretând triumfal rolul titular din Văduva veselă de Franz Lehar. 
În muzica de cameră a apărut în recitaluri de lied-uri de Hugo Wolf și Franz Schubert în sala Dalles, fiind acompaniată la pian de George Enescu sau Constantin Silvestri.
A făcut parte din cvartetul vocal al Filarmonicei din București, alături de Arta Florescu, Mihail Știrbei și Petre Ștefănescu Goangă, de ex. în finalul Simfoniei a IX-a de Ludwig van Beethoven.
După plecarea din țară a lui Emil Marinescu în 1947 are dificultăți cu autoritățile de stat și cu conducerea operei, este distribuită din ce în ce mai rar în roluri secundare, fiind nevoită în 1954 să-și încheie în mod prematur cariera artistică.
Mai târziu, după 1957, a dat lecții de canto împreună cu partenerul său de o viață Emil Marinescu - întors între timp în țară - care în volumul Portrete și siluete din lumea operei (1983) avea să scrie: "În acest moment de profundă emoție, țin să arăt încă o dată admirația ce o port artistei, partenerei și scumpei mele soții Maria Moreanu. Fără aportul ei la reușita deplină a spectacolelor, fără trăirea, dăruirea și transmiterea întregii ei ființe personajului interpretat, fără inteligența și frumusețea vocii și fără farmecul ce-l răspândea, am convingerea că întregul șir de succese în care am apărut amândoi nu ar fi avut acea fascinantă strălucire".